# 異種金属接触腐食

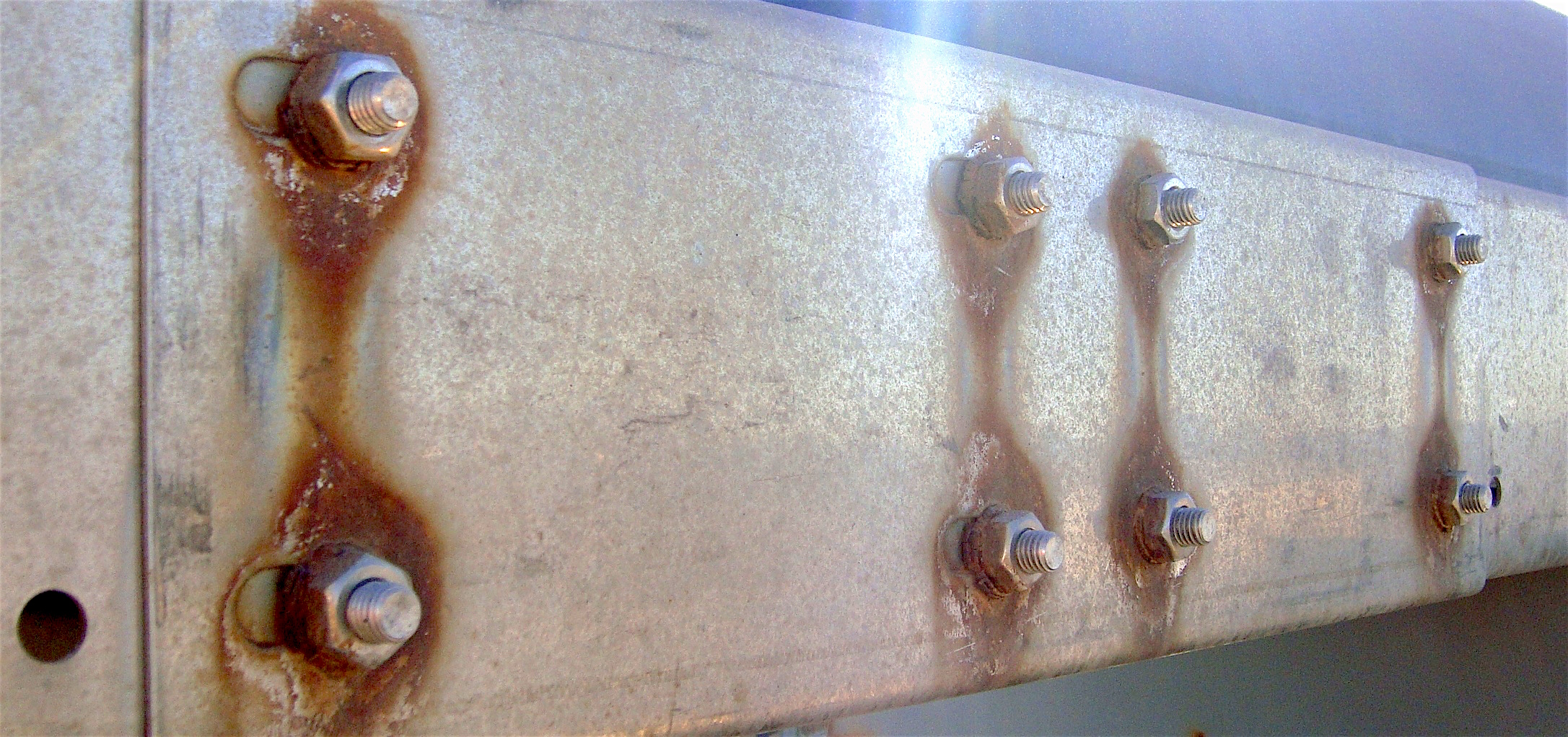
軟鋼のパネルとステンレス鋼のボルト・ナットの間で起きた異種金属接触腐食の例。卑な軟鋼板の方が腐食している。

異種金属接触腐食（いしゅきんぞくせっしょくふしょく）とは、電解液のような腐食環境下で異なる種類の金属が接触し電子電導したときに、片方の金属の腐食が促進される現象である。2種の金属と環境の間で腐食電池が形成されることで生じる。ガルバニック腐食とも呼ばれる。
様々な要素が影響するため一概には言えないが、基本的には、異種金属接触腐食が起こるとその環境下で自然電位が低い（卑な）方の金属で腐食が加速される。異種金属接触腐食への対策としては異種金属を接触させないのが理想的だが、現実的には異種金属の接触が必要となる状況も多い。他の対策としては、2種の金属の自然電位の差を小さくすることや、貴な金属の表面積を卑な金属の表面積よりも相対的に小さくすること、ゴムや合成樹脂などの絶縁材を挟むことなどが挙げられる。
異種金属接触腐食が起こるとき、逆に自然電位が高い（貴な）方の金属では腐食が抑制される。これを利用し、腐食から守りたい材料に卑な材料を意図的に付加すれば防食の効果が得られる。このような防食法は犠牲陽極法として知られる。

## 基本メカニズム

異種金属接触腐食の模式図。卑な金属（M）と貴な金属を水溶液中で接触させるとマクロな腐食回路ができて、卑な金属の腐食（M^{+}イオンの流出）が進む。

電解液中で2種の金属を接触させたとき、2種の金属と電解液の間で電池が形成されて電流が流れる。水溶液中で鉄と銅を接触した場合、「銅 → 鉄 → 水溶液 → 銅」の順で電流が流れる。このとき、流れる電流は腐食の進展を意味しており、腐食時に形成される電池を腐食電池などと呼ぶ。鉄と銅の例では、鉄の腐食が促進される。すなわち、その水溶液に対して鉄単体で起こる腐食に、銅との接触による腐食が足し合わされることになる。このような、電解液下で異種金属が接触すると片方の金属の腐食がより加速する現象を、異種金属接触腐食という。異種金属接触腐食は主に接触部付近で起き、異種金属接触腐食は局部腐食の一種と位置づけられる。
異種金属接触腐食で流れる電流はガルバニック電流、異種金属接触腐食を構成する2種の金属はガルバニック対とも呼ばれる。異種金属接触腐食をガルバニック腐食やガルバニ腐食と呼んだりもする。異種金属接触腐食という名だが、同様の原理によって炭素繊維強化プラスチックのような材料もガルバニック腐食（異種金属接触腐食）を引き起こすことがある。炭素繊維強化プラスチックに含まれる炭素繊維は電気を通し、ガルバニック腐食の原因となる。異種金属接触腐食を電食と呼ぶこともあるが、腐食工学の専門上では電食という語は迷走電流腐食のみを指し、電食という語で異種金属接触腐食を指すのは誤りである。

異種金属接触腐食が起きるときの、貴な金属と卑な金属の腐食電位と腐食電流の動きの簡略図。単位面積当たり、溶液（環境側）の抵抗は無し、活性化支配で分極曲線がターフェル式に合致する場合を想定。

異種金属接触腐食でどちらの金属で腐食が進むかは、基本的には、その環境において金属が単体で腐食しているときの電極電位によって決まる。このような、ある環境で金属が自然に腐食しているときの電極電位を、自然電位あるいは腐食電位という。相手よりも自然電位が高い金属を貴であるといい、相手よりも自然電位が低い金属を卑であるという。異種金属接触腐食が起こり、腐食が促進されるのは、相手よりも卑な金属である。
異種金属接触腐食が起こる原理が標準電極電位（イオン化傾向）の差で説明されることがしばしばあるが、これは不適切である。異種金属接触腐食で問題となるのは、あくまでも自然電位（腐食電位）の差である。分極曲線で2種の金属の電位と電流の動きを考える。環境側の抵抗が無視できるとすれば、自然電位が異なる金属が接触すると、双方の電位は同じになり、その電位の値は元の2つの自然電位の間で落ち着く。したがって、卑な金属の電位は元の自然電位よりも大きく（貴に）なり、卑な金属に流れる腐食電流は大きくなる。この大きくなった電流分だけ、卑な金属の腐食は加速されることになる。

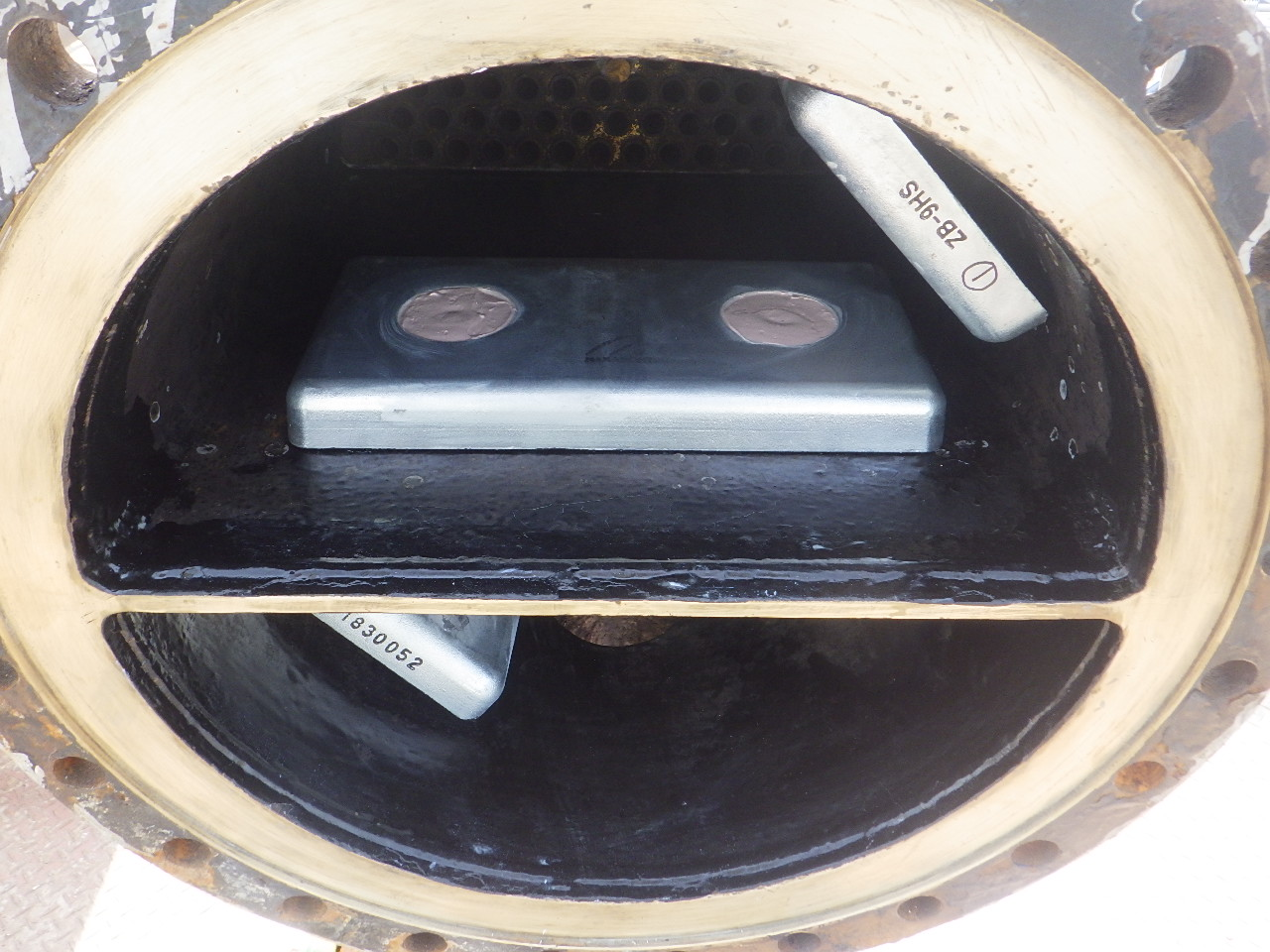
熱交換器に取り付けられた亜鉛の犠牲陽極の例

一方の貴な金属では、異種金属接触腐食は起きず、貴な金属がその環境で本来起こす腐食がむしろ抑制される。分極曲線上では、貴な金属の電位は接触によって小さく（卑に）なり、腐食電流は低下、腐食は軽減される。逆に、このメカニズムを利用すると貴な金属側の腐食を防止できることになる。例えば鉄鋼材を防食したいとき、それよりも卑な亜鉛材を付加することで鉄鋼材の腐食を軽減できる。このように異種金属接触腐食のメカニズムを防食に利用したのが、犠牲陽極法（流電陽極法）という防食方法である。

## 影響因子と対策
2種類の金属が接触したときに異種金属接触腐食が発生するかどうか、あるいは異種金属接触腐食の程度がどのぐらいになるかは、いくつかの因子が影響する。抵抗零で2種の金属が接触していると仮定して、異種金属接触腐食で流れる電流を予測する式に次のようなものがある。
{\displaystyle I_{g}={\frac {A_{a}(E_{c}^{\ *}-E_{a}^{\ *})}{\rho L+{\frac {A_{a}}{A_{c}}}h_{c}+h_{a}}}}
ここで、式中の各記号は以下のとおりである。
- Ig：接触によって高電位側へ分極する材料（貴な金属）から低電位側へ分極する材料（卑な金属）へ流れる電流
- Ec*：その電解液に対する貴な金属の自然電位（Ec* > Ea*）
- Ea*：その電解液に対する卑な金属の自然電位（Ec* > Ea*）
- Ac：貴な金属の表面積
- Aa：卑な金属の表面積
- hc：貴な金属の分極特性を代表する抵抗値
- ha：卑な金属の分極特性を代表する抵抗値
- ρ：電解液の抵抗率
- L：接触する貴な金属と卑な金属の代表距離

現実の系で hc や ha や L を具体的にどう評価するのかという課題はあるが、この式によって Ig に与える影響因子と Ig を低減させる手法が見通せる。

### 自然電位の差
異種金属接触腐食は、2種の金属の自然電位の差で起こるので、この差をできるだけ小さくすることが望ましい。上記の式でいえば、Ec* − Ea* を小さくすることに相当する。異種金属接触腐食を無視できる腐食電位の差としては、50 mV 以下や 100 mV 未満といった目安値がある。ただし、許容値の統一的な見解はない。後述のように卑な金属と貴な金属の表面積の比が影響を持つので、卑な金属の表面積が大で貴な金属の表面積が小のときは、許容値を 10 mV 程度とする見解もある。

Francis L. LaQue の海水中の腐食電位列。条件は流速 2.4-4.0 m/s、温度 11-27℃。左側に位置するほど貴な材料で、右側に位置するほど卑な材料。

自然電位の差を判断するのに、腐食電位列やガルバニ系列と呼ばれる図が目安として役立つ。腐食電位列とは一つの環境に対するさまざまな金属の自然電位を電位順に並べたものである。いくつかの注意点はあるが、腐食電位列を目安に電位差の小さい金属を選べば異種金属接触腐食を低減できる。ただし、自然電位の差を判断する上で、次のような注意点がある。
第一に、環境が変われば腐食電位列が変わる点である。アルミニウムの変化は特に大きく、海水中では炭素鋼よりも卑だが、大気中では炭素鋼と同等程度となる。そして、海水以外の環境で確立された腐食電位列は、現在のところ存在しない。海水環境の腐食電位列として Francis L. LaQue の腐食電位列がよく引用されるが、様々な影響因子によって変動する可能性があることに留意が必要である。LaQue が載せている304系ステンレス鋼の自然電位はマイナス側の値だが、+0.4 V まで上がり得るケースも報告されている。
第二に、不働態化や錯化が関係すると反応機構が複雑になり、電位関係が変わる点である。例えば海水中のステンレス鋼の自然電位は、ステンレス鋼が不働態状態にあるか局部腐食発生（活性態）状態にあるかによって異なる。局部腐食を防止するには、後者の状態の自然電位を参照する必要がある。また例えば缶詰のスズメッキ鋼では、錯化によって本来の自然電位の関係が逆転している。普通はスズが鉄よりも貴だが、食品中の有機酸によって鉄イオンとスズイオンが錯化し、鉄がスズよりも貴となる。これによって缶詰内部で鉄の腐食を抑制している。

### 表面積の比

異種金属接触腐食の表面積比 A_{a}/A_{c} の概念図。下図の状態はベターだが、上図の状態は不味い。

異種金属接触腐食の低減には、貴な金属の表面積を卑な金属の表面積よりも相対的に小さくすることが有効である。上記の式でいえば、分母の Aa/Ac を大きくすることに相当する。一方で、もし Aa/Ac を小さくすると卑な金属の異種金属接触腐食は極めて激しくなるので、注意を要する。例えば海水中で軟鋼は卑でステンレス鋼（316）は貴だが、これらに対して自然海水中・流速 1 m/s の環境で行った異種金属接触腐食の実験結果によると、軟鋼の表面積 (Aa) とステンレス鋼の表面積 (Ac) の比によって以下のように軟鋼の腐食速度が変わる。
- Aa/Ac = 10 のとき、軟鋼の腐食速度は軟鋼単独状態とおよそ同じ
- Aa/Ac = 1 のとき、軟鋼の腐食速度は軟鋼単独状態のおよそ3倍
- Aa/Ac = 0.1 のとき、軟鋼の腐食速度は軟鋼単独状態のおよそ7倍

Ac の低減には、貴な金属側へ塗装などの被覆処理を施してもよい。塗装をするときに注意すべきなのが、卑な金属側のみに被塗装をしないことである。塗装をしても環境と完全に絶縁することは難しく、実用中に塗装皮膜が欠損することもある。卑な金属側の塗装に欠損が生じると、Aa/Ac がとても小さい状態となって、その欠損部で異種金属接触腐食が急激に進むおそれがある。卑な金属に塗装する場合は、貴な金属も合わせて塗装するのが望ましい。

### 材料間の絶縁

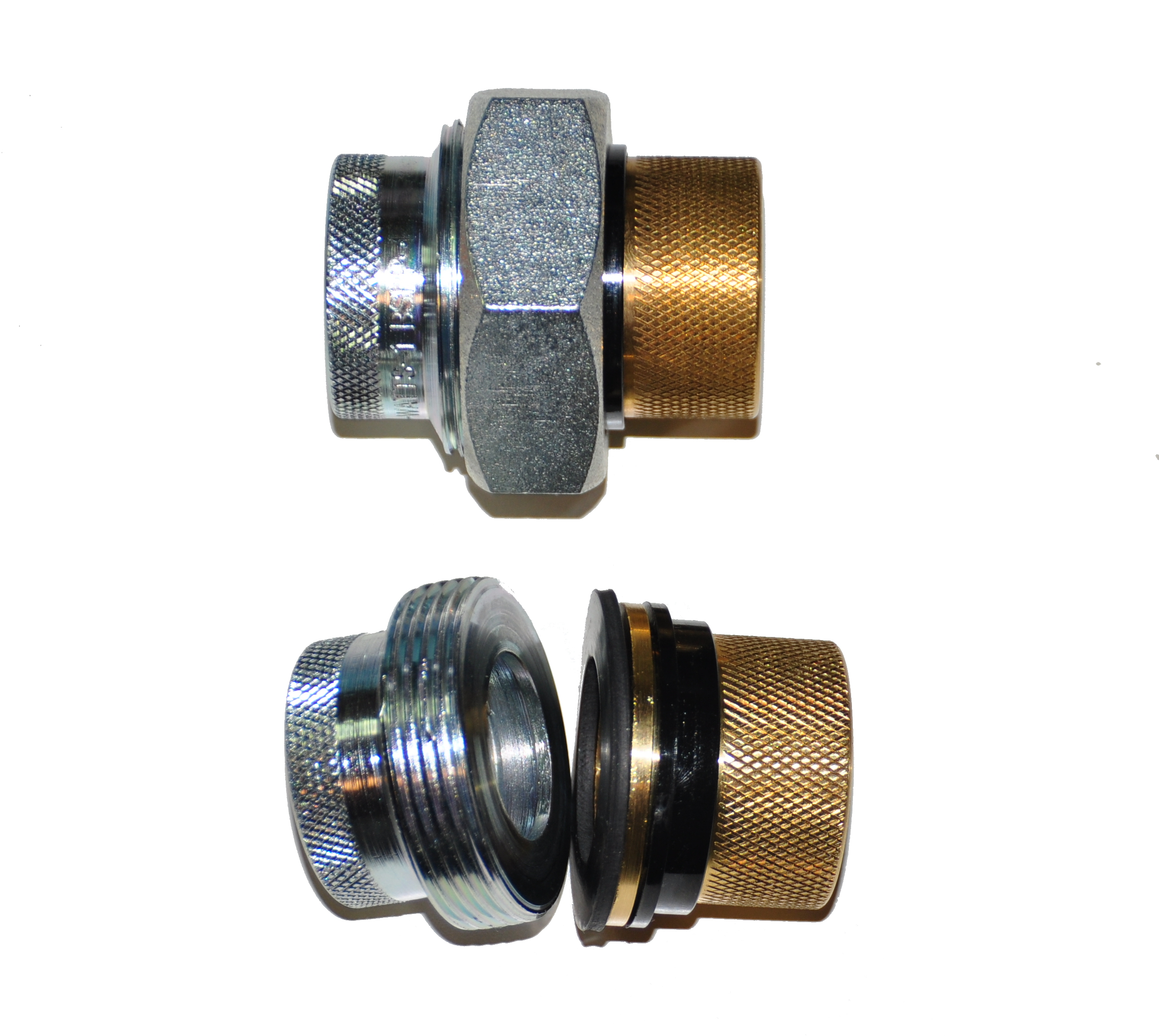
鋼材と黄銅の間で絶縁している配管継手

異種金属接触腐食は2種の金属が通電することで起きるので、異種金属接触腐食の防止上でもっとも理想的なのは異種金属を接触させないことである。しかし、実用上はどうしても接触が必要なことも多い。代わりに、2種の金属を電気的に絶縁させれば異種金属接触腐食を防止できる。実用されているのはゴムや樹脂などの絶縁材を2種の金属の間に挟む方法で、配管の継手やフランジ接合で使われる。淡水を通す配管用には、使用状態と使用金属の組み合わせによって絶縁の必要性の有無を示した判定表が活用されている。

### 皮膜防食
金属を塗料、めっき、ライニングなどの皮膜で覆い、周囲の環境から遮断することは、もっとも基本的な防食方法の一つである。その中でも塗装による防食は最も簡易で非常に多く行われている。ただし実際の塗装皮膜では酸素や水の遮断はできず、詳細は不明な点もあるが、皮膜と素地の密着効果や皮膜の電気抵抗の大きさによって防食できていると考えられている。上記の式でいえば、塗装の適用は分母の ha および hc を大きくすることに相当すると解釈できる。
塗装で異種金属接触腐食の対策をするにあたっては、上記のとおり、卑な金属のみを塗装するのは避けるべきである。塗装皮膜が欠損したときに、卑な被塗装材が小さな表面積で露出する形になり、著しい異種金属接触腐が起こる。異種金属接触腐食への対策としては、卑な金属と貴な金属の両方を塗装するのが理想的である。航空分野でも、異種金属の接触が避けられないときは、結合部を両材料ともに塗装やシール材で保護するようにしている。貴な側となる金属は、それ自体では腐食しない高級な材料であることが多い。一般的な感覚ではそのような高級材料を塗装するのは過剰防食だと考えてしまう点には注意を要する。
めっきをする場合は、鋼材に対するニッケルめっきのように、卑な金属を貴な金属皮膜で覆うめっきには注意を要する。めっきを施しても、ピンホールと呼ばれる微小な欠陥や傷などを通じ、環境と被めっき材が触れ合う場合がある。このとき、貴な皮膜が卑な被めっき材の異種金属接触腐の相手となって、被めっき材の急速な腐食を起こしてしまう。したがって、鋼材をニッケルめっきするような場合は、めっきの欠陥部分では腐食が促進される。対策としては、電解ニッケルめっきの場合、硫黄濃度を変えて2層または3層でめっきする手法がある。このような事情により、貴な金属によるめっきは、耐食性向上以外の必要性があるときに限って採用することが多い。

### 環境側

電気伝導率が低い環境と電気伝導率が高い環境における、異種金属接触腐食の影響範囲の模式図。

環境（電解液）側の影響因子として、電解液の電気伝導率がある。電解液の電気伝導率が高いほど、異種金属接触腐食が促進する。例えば、海水の電気伝導率は高く、電気抵抗が小さいため、異種金属接触腐食の影響範囲が広い。一方、淡水中の電気抵抗は海水よりも大きく、大気環境での降雨や湿気による水膜の電気抵抗はさらに大きい。そのため、これらの環境では異種金属接触腐食が進むのは接触部近辺に限られる。ただし、全く問題ないレベルで影響が小さいわけではなく、淡水中では接触部から 100 mm 程度、大気環境の水膜では接触部から 10 mm 程度は異種金属接触腐食の影響が考えられる。
電気伝導率の他には、電解液の溶存酸素濃度も影響する。電解液の溶存酸素濃度が高いほど、カソード側で起きる酸素還元反応の速度が高くなり、異種金属接触腐食が促進される。異種金属接触腐食を抑制するには溶存酸素濃度を低くすることが有効で、例えば、水道水を脱気して溶存酸素濃度を下げると異種金属接触腐食が抑制できる。このため、冷温水の密閉系配管では、鋼管と銅合金製継手を絶縁無しで接続できる。

## 事例

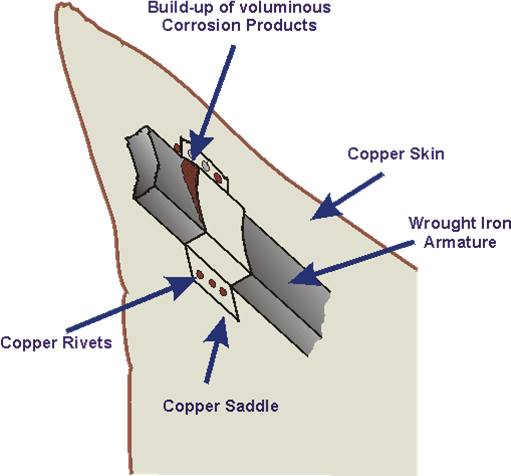
異種金属接触腐食が起きた、自由の女神像の銅製外板と鋳鉄製骨組みの構造の模式図。

異種金属接触腐食の著名な事例が、アメリカ合衆国の自由の女神像の腐食である。1886年に建造された自由の女神像は銅製の外板を鋳鉄製の骨組みで支える構造で造られ、銅に対して卑となる鋳鉄製骨組みで著しい腐食が起きた。銅と鋳鉄の組み合わせに異種金属接触腐食の可能性があることは建造当時も知られており、像を設計したギュスターヴ・エッフェルは天然樹脂のシェラックを染み込ませた石綿を銅と鋳鉄の間に挟むことで解決しようとした。しかし、年月を経てシェラックは乾いてしまい、石綿は代わりに水分を吸収して異種金属接触腐食をかえって加速させた。さらに、発生したさびが骨組み取付部を歪ませ、骨組みに外板を取り付けていたリベットの多くは緩んだり落失して、像は大変危険な状態となっていた。このような状態の発覚後に行われた1984年からの大掛かりな改修工事で、自由の女神像の骨組みは銅と自然電位の差が小さいステンレス鋼へ取り換えられた。
異種金属接触腐食の身近な例が、水道などの配管である。配管系では、継手、ポンプ、付属器具などで種々の金属材料が使われるため、異種金属接触腐食の機会が多い。建築設備の水配管の錆び詰まり、赤水、穿孔といった腐食トラブルも、異種金属接触腐食が主要因の一つとなっている。水配管では環境が淡水で配管内部が狭いため、流れる腐食電流は小さいが、長期的に見るとこれらのような接触部で起こる異種金属接触腐食の程度は小さくない。建築設備の水配管で多いのが、銅合金製の機器や継手と、鋼管との接触部分で起こる異種金属接触腐食である。鋼管を使う場合、亜鉛めっきを施したものや有機材のライニングで内面を覆ったものが用いられる。ただし、銅合金と接触すると、亜鉛めっきは早期に消失して下地の炭素鋼で異種金属接触腐食が起こる。ライニング鋼管の場合は、管の端部でライニングで覆われていない面が露出するため、ここを起点に異種金属接触腐食が起こることが多い。そのため、ライニング鋼管に差し込む継手には、継手内に樹脂材を備えて鋼管素地の露出を防ぐ特殊な継手が使われる。
ねじや釘のような締結部も異種金属接触腐食が問題となる箇所である。部材を異種金属の締結部品で留めると、異種金属接触腐食が問題になることがある。具体的な事例としては、水輸送用埋設パイプラインのダクタイル鋳鉄製管を鋼製ボルト・ナットで締結した場合、ボルト・ナットが腐食する。この場合、ボルト・ナットをステンレス鋼製にすることが推奨される。自動車では、マグネシウム部品やアルミニウム部品を鋼製ボルトで締結したときのボルト座面で異種金属接触腐食が生じる事例があり、防錆品質上の重要部位である。釘を使った事例としては、銅板屋根を強度上の必要性のために銅以外の釘で固定した場合に異種金属接触腐食が問題となる。この場合も釘をステンレス鋼製にするのが対策の一つである。古い事例としては、イギリス海軍が1761年に建造したフリゲート艦の例がある。害虫による蝕みや海洋生物の付着から木製の船体を守るために薄い銅板で船体を覆い、その銅板を鉄釘で固定したところ、建造から2年後のドック入りのときにはほとんどの鉄釘は溶け、銅板が剥がれていた。